# Елінор Баркетт
Елінор Баркетт (нар. 9 жовтня 1946) — американська журналістка, письменниця, кінопродюсерка та режисерка документальних фільмів.
7 березня 2010 року її фільм «Музика, яку створила Пруденс» здобув премію «Оскар» за найкращий документальний фільм (короткий сюжет).

## Освіта
1975 року Баркетт закінчила Піттсбурзький університет зі ступенем доктора історії Латинської Америки. 1988 року здобула ступінь магістра у Вищій школі журналістики Колумбійського університету.

## Кар'єра
Баркетт 13 років була професоркою історії в Університеті штату Фростбург у Фростбурзі, штат Мериленд. У драматичному повороті подій вона відмовилася від своєї постійної посади, щоб здобути ступінь магістра у Вищій школі журналістики Колумбійського університету. З 1988 по 1992 роки була штатною кореспонденткою Miami Herald, її публікували провідні видання, як-от The New York Times Magazine, Rolling Stone і Harper's Bazaar. Була професоркою на стипендії Фулбрайта в Киргизстані та Зімбабве та здобула численні нагороди та гранти за свою роботу історикині та письменниці. Також очолювала кафедру журналістики Університету Аляски-Фербенкс.
1993 року вона написала свою першу книгу разом з Френком Бруні. У праці «Євангеліє сорому: діти, сексуальне насильство та католицька церква» пара досліджувала випадки сексуального насильства католиків. Через два роки написала «Найстрашніше шоу на Землі: Америка в епоху СНІДу». Баркетт різко критикувала «індустрію СНІДу» за жадібність, саморекламу та пріоритет політики над профілактикою.
1997 року вона знову співпрацювала з Бруні над працею «Споживчий тероризм: як отримати задоволення, коли вас обдурюють». Через рік вона співпрацювала зі Сьюзен Молінарі над працею «Репрезентативна мама: збалансований бюджет, Білл і дитина в Конгресі США». Того ж року вона кинула виклик своїм власним ліберальним феміністичним переконанням, взявши інтерв'ю у консервативних жінок для праці «Правильні жінки: Подорож серцем консервативної Америки».
У праці 2000-х «Благодать немовлят: Як Америка, дружня до сім’ї, обманює бездітних», вона розкритикувала уряд США та промисловість за просімейні ініціативи, через які бездітні громадяни змушені платити ціну. Через рік випустила своє дослідження про американську середню школу «Інша планета: рік із життя приміської середньої школи».
2004 року написала книжку «Так багато ворогів, так мало часу. Американська жінка в усіх неправильних місцях...». Вона розповіла про свій час у Киргизстані, куди переїхала 2001 року як професорка стипендії Фулбрайта, викладаючи журналістику в Киргизько-російському слов'янському університеті. Того ж року, після 9–11, вона подорожувала всіма країнами, а також Іраном, Іраком, Росією, Китаєм, Монголією та Індокитаєм.
2004 року Баркетт також стала співрежисеркою документального фільму «Чи правда те, що вони говорять про Енн» про коментаторку правого спрямування Енн Коултер.
Через чотири роки вона написала першу біографію про покійну прем'єр-міністерку Ізраїлю Голду Меїр. У цій книжці Баркетт виправдовує Меїр за її роль у війні Судного дня, наголошуючи, що набагато більша відповідальність лежить на міністрі оборони Ізраїлю Моше Даяні.
Фільм «Музика, яку створила Пруденс», у створенні якого вона брала участь, отримав премію «Оскар» 2009 року за найкращий документальний фільм (короткий сюжет). Її усунули від виробництва документального фільму роком раніше, що призвело до судового позову та позасудового врегулювання. Це викликало ажіотаж у ЗМІ, коли під час телевізійної церемонії вручення премії «Оскар», 82-ї церемонії вручення премії «Оскар», вона перервала промову продюсера та режисера Роджера Росса Вільямса. Його широко рекламували як «момент Каньє» тогорічної церемонії «Оскар», маючи на увазі інцидент з Каньє Вестом на церемонії вручення нагород MTV Video Music Awards 2009 року.

## Особисте життя
Баркетт розділяє свій час між Нью-Йорком і своїм домом у Булавайо, Зімбабве, де навчає журналістів, пише та знімає фільми.

## Фільмографія

### Продюсерка
- Музика, яку створила Пруденс (2010)
- iThemba (2010)

### Режисерка
- iThemba (2010)
- Чи правда те, що вони говорять про Енн (2004)

## Зовнішні посилання
- Burkett, Elinor (6 червня 2015). What Makes a Woman?. New York Times. Процитовано 7 червня 2015.
- Author profile of Elinor Burkett at HarperCollins